# 褚伟
褚伟（1970年1月—），男，工程學碩士学历，1996年加入中国共产党，宁夏回族自治区人民政府副主席。

## 生平
历任宁夏大坝发电厂总工程师、宁夏发电集团有限公司马莲台发电厂厂长、宁夏发电集团有限公司副总工程师、计划经营部主任、宁夏电力投资集团有限公司副总经理、党委委员，党委副书记、总经、董事长等职。
2021年，任宁夏回族自治区工业和信息化厅党组书记、厅长，自治区国防科学技术工业办公室主任、自治区中小企业发展局局长。
2023年4月，任石嘴山市委書记。
2025年5月，任宁夏回族自治区人民政府副主席。